# Lago Airag
O lago Airag ou Ajrag nuur (em mongol:  Айраг нуур) é um lago de água doce da Ásia Central, localizado na parte ocidental da Mongólia, na província (aimag) de Uvs, no distrito (sum) de Zavhan.
O lago Airag, que é alimentado pelo rio Zavhan, está localizado ao sul do lago salgado Khyargas e possui comunicação com este. O Parque Nacional do Lago Khyargas, uma área protegida criada em 2000, cobrindo cerca de 3 328 km², compreende estes dois lagos. Cada ano mais de 20 casais de pelicano da Dalmácia nidificam no Airag..